# Josh Berman
Josh Berman, född 20 december 1969, egentligen Joshua Berman, uppväxt i Encino, Los Angeles, USA, är en exekutivproducent och manusförfattare för bland annat TV-serierna CSI: Crime Scene Investigation, Bones och Drop Dead Diva.
Han är bror till David Berman.